# Província do Norte (Ruanda)
A Província do Norte (quiniaruanda:  Intara y'Amajyaruguru; em francês:  Province du Nord) é uma das 5 províncias de Ruanda. A sua capital é a cidade de Kinihira. Foi criada no início de janeiro de 2006, como parte do programa de descentralização do governo que reorganizou a estrutura de governo local do país.

## Distritos
A Província do Norte está dividida em 5 distritos (akarere):
|  | 1. Burera 2. Gakenke 3. Gicumbi 4. Musanze 5. Rulindo |